# Nevado de Incahuasi
Pour les articles homonymes, voir Incahuasi.
Le Nevado de Incahuasi (prononcé en espagnol : [iŋkaˈwasi] ; du quechua Inka Wasi signifiant « maison de l'Inca », est un volcan des Andes, en Amérique du Sud. Il est situé à la frontière entre la province de Catamarca (département de Tinogasta) en Argentine et la IIIe région d'Atacama au Chili. Il s’élève à une altitude de 6 638 m, ce qui en fait le septième volcan du monde (volcans actifs et éteints confondus).
Le volcan consiste en une caldeira de 3,5 km de large et deux stratovolcans. Quatre cônes pyroclastiques sont situés à 7 km au nord-est et ont produit des coulées de lave basalte-andésite ayant recouvert une superficie de 10 km2.

## Géographie

### Situation
L'Incahuasi est situé à la frontière entre l'Argentine et le Chili, aux environs du Paso de San Francisco, plus précisément au sud du volcan San Francisco, et constitue l'extrémité orientale d'une courte chaîne de volcans massifs parmi les plus hauts de la planète et comprenant le Nevado Ojos del Salado, le Nacimientos, le Cerro Bayo et le Nevado Tres Cruces.
Tout près, à l'ouest, se trouve le volcan El Fraile (6 068 mètres) puis le Nevado (6 000 mètres), et au sud le volcan Negro (5 373 mètres) qui a montré une activité toute récente.
L'Incahuasi est situé au sud de la zone volcanique centrale des Andes avec 110 autres volcans du Quaternaire. L'histoire de l'activité volcanique est mal connue pour la plupart de ces volcans en raison de l'absence de datation ; seules quelques éruptions ont été enregistrées, comme une éruption de l'Ojos del Salado en 1993, plus haut volcan au monde situé au sud-ouest de l'Incahuasi. Ils forment avec El Fraile, le Cerro El Muerto, le Nevado Tres Cruces et El Solo une longue chaîne volcanique de 50 km.
La région est dominée par des volcans actifs il y a 1,5 million d'années. À proximité de l'Incahuasi se trouvent également le Falso Azufre et le Nevado San Francisco, ainsi sur les volcans du Miocène, le Cerro Morocho et le Cerro Ojo de Las Lozas.

### Topographie
L'Incahuasi consiste en une caldeira de 3,5 km de large. Deux stratovolcans coalescents se sont formés dans la caldeira et ont un diamètre de 15 km. Un dôme de lave de 6 × 4 km est situé sur le flanc est. Le volcan a un volume d'environ 231 km3 et couvre une superficie d'environ 207 km2. Avec une altitude de 6 638 m, l'Incahuasi est le 12e plus haut sommet d'Amérique du Sud et l'un des plus hauts volcans au monde.
L'Incahuasi dispose de deux cratères, un cratère sommital et un cratère arqué sur le versant oriental qui contient un dôme de lave. Le cratère sommital mesure 750 × 900 m et est intégré sur le vaste plateau sommital. Les fissures subsidiaires sont inversement associées à des fissures volcaniques.
Les pentes ouest et sud-ouest d'Incahuasi sont parsemées de dômes de lave, dont la taille est plus modérée que sur les autres volcans de la région. Des coulées de lave de moins de 1 km de large et de 5 km de long sont visibles sur les flancs du volcan. Elles atteignent le salar de Las Coladas, à l'est de l'Incahuasi. Deux coulées de 2 km de long s'étendent vers le nord et vers l'est du cratère principal.
Quatre cônes pyroclastiques se trouvent à 7 km au nord-est de l'Incahuasi. Ils ont recouvert une superficie de 10 km2 de lave mais ils sont probablement un système volcanique indépendant, semblable à d'autres volcans mafiques de la région. Sur le flanc oriental de l'Incahuasi se trouve un important dôme de lave et un champ de coulées de lave. L'Incahuasi est situé sur un haut plateau dont l'altitude est comprise entre 4 300 et 4 700 m.

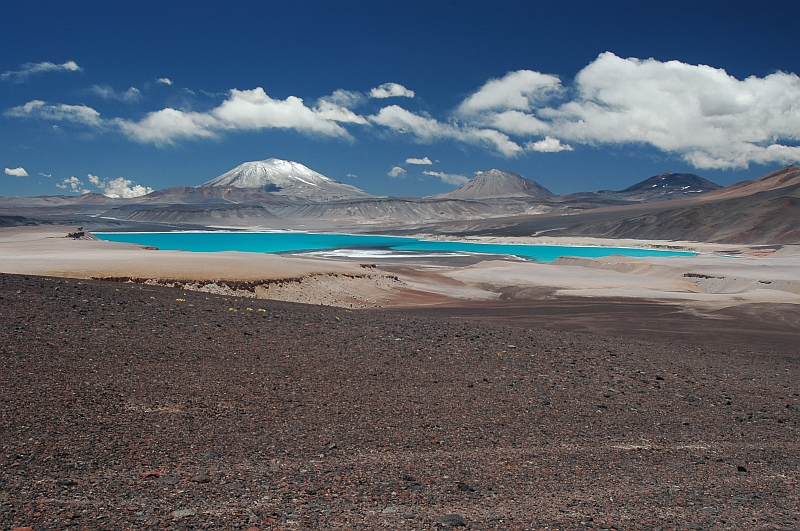
Les volcans Nevado de Incahuasi (à gauche) et El Fraile (à droite) devant la Laguna Verde.
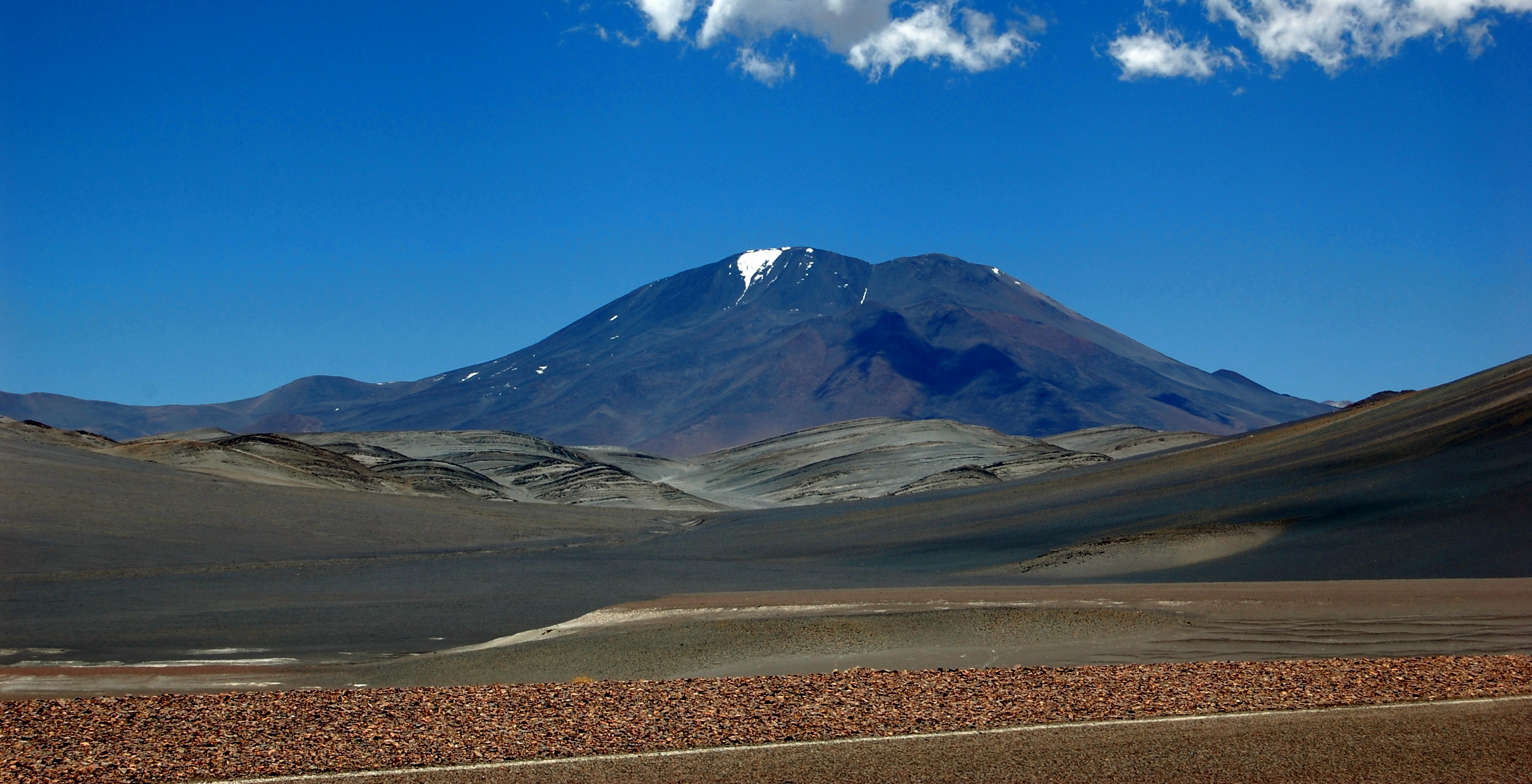
L'Incahuasi vu depuis la route 60, Fiambala (Argentine).
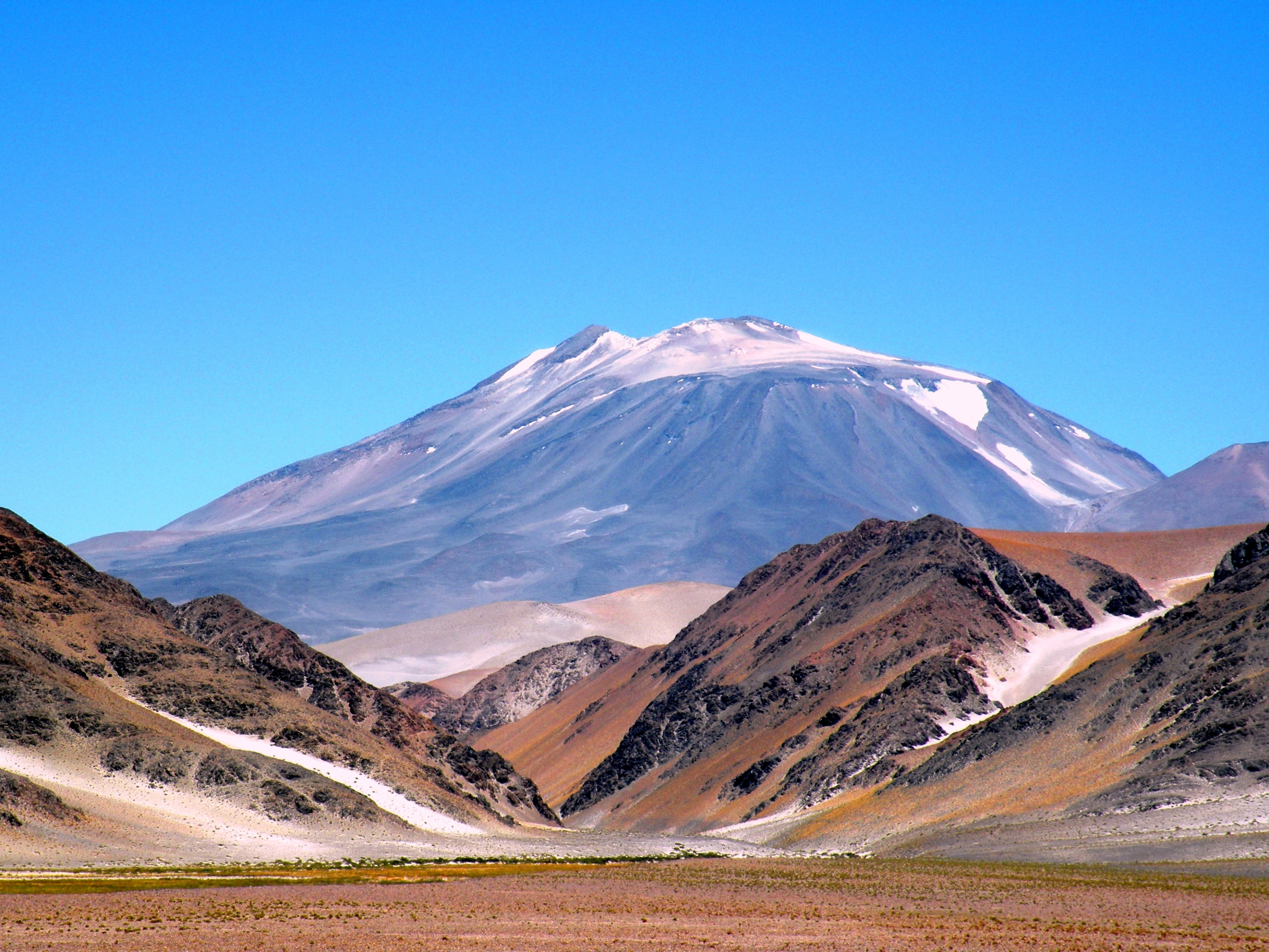

### Géologie
Le volcanisme dans la région remonte à l'Oligocène et au Miocène, lorsque le principal arc volcanique était situé à 40 km à l'ouest de la ceinture de Maricunga. Entre 6 et 9 millions d'années, l'activité volcanique dans la ceinture de Maricunga diminue avant de finalement cesser. Simultanément, le bassin arrière-arc connaît une augmentation de son activité volcanique.
Comme de nombreux volcans andins, les éruptions de l'Incahuasi ont produit de l'andésite contenant du hornblende et du pyroxène mais également de la trachyandésite et de la trachy-dacite. Les coulées de lave sur le stratovolcan sont dacitiques.
Les éruptions des quatre cônes au nord-est du volcan principal ont expulsé de l'andésite basaltique. De même, les cônes adventifs ont produit de l'andésite basaltique, riche en magnésium. On trouve dans ces roches des minéraux tels que le clinopyroxène et de l'olivine.
La présence de tels magmas de base dans un environnement volcanique dominé par des dacites semble être une conséquence de la tectonique locale, qui implique l'extension de la croûte par rapport au régime de compression plus à l'ouest. Provenant du manteau, les magmas sont rapidement montés dans les failles et ont été contaminés par des matériaux composant la croûte terrestre. Le manteau lui-même avait été modifié auparavant par un matériau crustal ajouté par le délaminage de la croûte inférieure et l'érosion par subduction. Il existe une hypothèse selon laquelle la chaîne perpendiculaire de volcans comprenant l'Ojos del Salado serait la subduction de la plaque Juan Fernández sous la fosse du Pérou et Chili (en).

### Climat
L'Incahuasi n'a pas de glacier, y compris dans son cratère, mais il a un manteau neigeux temporaire.
Les précipitations moyennes sur l'Incahuasi sont d'environ 300-500 mm/an. Le volcan se trouve au sud de la bande appelée "diagonale aride", et la plupart des précipitations tombent pendant l'hiver. Cette aridité est causée par l'effet d'ombre pluviométrique des chaînes subandines, qui bloquent l'humidité en provenance de l'océan Atlantique.

## Histoire

### Histoire éruptive
Une coulée de lave andésitique sur le versant nord-ouest de l'Incahuasi a donné deux datations, une première il y a 1,15 ± 0.5 million d'années et l'autre de 710 000 ± 80 000 ans. Sur la base de leurs conservations, les coulées de lave semblent avoir des datations à peu près comparables. Des datations supplémentaires ont été obtenues sur l'édifice principal, 1.57 ± 0.1 million d'années, 1.14 ± 0.37 million d'années et 1.00 ± 0.13 million d'années.
Des cônes adventifs sont actifs il y a 500 000 ans. Ils incluent le dôme de lave et les champs de coulée de lave (760000 ± 90 000 ans et 740000 ± 50 000 ans respectivement) et une coulée de lave depuis les cônes pyroclastiques, datée à 350000 ± 30 000 ans.
L'activité volcanique à Incahuasi peut avoir continué pendant l'Holocène. Les datations anciennes obtenues par datation radiométrique indiquent un volcan éteint bien que l'activité des volcans andins soit connue pour comporter de longues phases de repos entre les éruptions (jusqu'à un million d'années). Une activité fumarolique a été rapportée. Le volcan est considéré comme un risque géologique potentiel en Argentine et au Chili, où la carte de la SERNAGEOMIN l'identifie comme une menace potentielle. Cependant, l'éloignement du volcan signifie que d'éventuelles éruptions futures sont peu susceptibles d'avoir un impact sur des zones peuplées.

### Histoire humaine
Le volcan est gravi pour la première fois par les Incas. En 1912, le géologue allemand Walther Penck atteint le sommet. La légende raconte qu'Edward Flint, un ingénieur des chemins de fer, aurait réalisé l'ascension entre 1854-1859.
En 1913, une structure cérémonielle inca est découverte au sommet de l'Incahuasi. Un autre site archéologique « Fiambalá-1 » se trouve au pied du volcan.